# Lords of Twilight
Lords of Twilight es el segundo álbum de la banda symphonic black metal, Thy Serpent fue lanzado por Spinefarm Records.

## Canciones
- 1.Prometheus Unbound 02:27
- 2.The Forest Of Blakulla 05:24
- 3.Ode To The Witches (Part IV) 01:35
- 4.In Blackened Dreams 07:19
- 5.As Mist Descends From The Hills 02:15
- 6.Unknown 05:17
- 7.Epic Torment 02:44
- 8.In Blackened Dreams (Unreleased version) 03:46
- 9.Ode To The Witches (Part III) 05:18

Toda la música y la letra fueron escritas por Thy Serpent.

## Miembros
- Sami Tenetz : Guitarra, vocalista, sintetizador en las canciones 8 & 9
- Luopio : Bajo, sintetizador en las canciones 1, 3 & 5
- Agathon : Batería en las canciones 2, 4 & 6, sintetizador en la canción 7
- Azhemin : sintetizador en las canciones 2, 4 & 6

- Datos: Q4357280